# الماندلوري (الموسم 3)
وهو الموسم الثالث من المسلسل التلفزيوني الأمريكي الماندلوري، ويلعب دور بطل فيه الممثل بيدرو باسكال. تدور أحداث المسلسل حول صياد جوائز يسافر إلى ماندالور مع ابنه بالتبني جورجو ليكفر عن انتهاكاته السابقة.
ينبثق المسلسل من سلسلة أفلام حرب النجوم (ستار وارز)، وتدور أحداثه بعد عودة الجيداي (1983). أنتج الموسم لوكاس فيلم وفيرفيو انترتاينمينت وجوليم كريشنز مع جون فافرو.
بدأ العمل على الموسم الثالث في أواخر أبريل 2020، وتم تأكيد صدوره في ديسيمبر من نفس العام، وبدأ تصويره في أكتوبر 2021 واستمر حتى مارس 2022.
عرض الحلقات الثمانية للمسلسل على منصة ديزني+ في الأول من مارس 2023، وسيستمر حتى 19 أبريل 2023. كما أُعلن أن الموسم الرابع قيد التطوير.

## الحلقات
| ر. الإجمالي | العنوان                      | المخرج            | الكاتب                            | تاريخ العرض الأصلي |
| ----------- | ---------------------------- | ----------------- | --------------------------------- | ------------------ |
| 1           | «الفصل 17: المُرتد»           | ريك فامويا        | جون فافرو، جورج لوكاس             | 1 مارس 2023        |
| 2           | «الفصل 18: مناجم المنادلوري» | رايتشل موريسون    | جون فافرو، جورج لوكاس             | 8 مارس 2023        |
| 3           | «الفصل 19: المُدان»           | لي إساك شنغ       | نواه كلور، جون فافرو، جورج لوكاس  | 15 مارس 2023       |
| 4           | «الفصل 20: اللقيط»           | كارل ويذرز        | جون فافرو، ديف فيلوني، جورج لوكاس | 22 مارس 2023       |
| 5           | «الفصل 21: القرصان»          | بيتر رامزي        | جون فافرو، جورج لوكاس             | 29 مارس 2023       |
| 6           | «الفصل 22: بنادق للإيجار»    | برايس دالاس هوارد | جون فافرو، جورج لوكاس             | 5 أبريل 2023       |
| 7           | «الفصل 23: الجواسيس»         | ريك فامويا        | جون فافرو، ديف فيلوني، جورج لوكاس | 12 أبريل 2023      |
| 8           | «الفصل 24»                   | ريك فامويا        | جون فافرو، جورج لوكاس             | 19 أبريل 2023      |

## الإنتاج

### تطوير المسلسل
بدأ جون فافرو بكتابة وتطوير الجزء الثالث من المسلسل في نهاية أبريل عام 2020م، وفي شهر سبتمبر من نفس العام قال الممثل جيانكارلو اسبوزيتو أن الجزء الثاني من المسلسل سيمهد تطور القصة في الموسمين الثالث والرابع، الذان سيجيبان عن العديد من التساؤلات ومكامن الغموض في السلسلة. تزامن مع نهاية الموسم الثاني من المسلسل في ديسيمبر عام 2021م الإعلان عن مسلسل "ذا بوك أوف بوبا فيت"، مما دفع المهتمين بالسلسلة للاعتقاد بأن تركيز الموسم الثالث سيتمحور حول بوبا فيت وليس حول المندلوري، إلا أن فافرو أوضح بأن مسلسل "ذا بوك أوف بوبا فيت" هو عمل مستقل وبأن تركيز الموسم الثالث سيظل حول المندلوري "دين جارين"، كما صرح بأن التصوير له سيبدأ في 2021م، وسيقوم بإخراج حلقات المسلسل عدة مخرجين وهم برايس دالاس هوارد وريك فامويا ولي إسحاق تشونغ وبيتر رامسي ورايتشل موريسون.

### طاقم المُمثلين
يمثل بيدرو باسكال دور المنادلوري بطل المسلسل، بالإضافة لممثلين بديلين للمشاهد الخطرة وهما برندن واين ولطيف كراودر. مع حصول واين وكراودر على دور البطولة المشتركة لأول مرة في السلسلة. وعاد كارل وذيرز لتمثيل شخصية جريف كارجا، وكاتي ساكوف بدور بو كاتان كريز، وإيميلي سوالو بدور ذا أرمورير، وآمي سيداريس بدور بيلي موتو، وأوميد أبتاهي بدور بين بيرشينج، وسايمن كاسينيديس بدور آكس وفز، ومرسيديس فارنادو بدور كوسكا ريفز. وشاركت كايتي أوبراين دور البطولة لشخصية اليا كين، وشارك أحمد بيست بدور البطولة لشخصية جيدي ماستر كيليران بيك. واستكمل بول سونغ هيونغ لي دوره ككاريسون تيفا. وأُعلن في مارس 2022م عن مشاركة كريستوفر لويد كنجم ضيف في الموسم بدور المفوض هلجيت. وفي مايو 2022م أعلنت مشاركة تيم ميدوز بدور الكولونيل تاتيل. ومَثل جاك بلاك وليزو دور الكابتن بوبرايدر وزوجته دوقة كوكب بلايزر-15.
وكما شارك في هذا الموسم تايت فلتشر بدور المندلوري باز فيزلا، وتيمويرا موريسون بتأدية صوت شخصيات الكلون تروبرز. قام ستيف بلوم بإعادة تمثيل دوره كصوت شخصية المتمردين. وقام المخرجين ديبوراه تشاو وريك فامويا وديف فيلوني بإعادة تمثيل أدوارهم كساش كيتير، جيب دودجر وترابد وولف. كما ظهر برايان جليسوم واكساندر بيركلي بدور بريندول هاكس وجيلاد بيلايون وهما اثنان من أمراء الحرب وأعضاء مجلس الظل. وأدى أيضًا جوني كوين وجودي لونج وهيمكي ماديرا ورون بوتيتا وماركو خان و اميلدا كوركروان أدوار أمراء حرب إضافيين.

### الكتابة
قام فافرو بكتابة كل الحلقات الثمانية للموسم، وتعاون مع نواه كلور في كتابة الحلقة الثالثة ومع ديف فيلوني في كتابة الحلقتين الرابعة والسابعة. تبدأ أحداث الموسم الثالث بعد نهاية أحداث مسلسل "ذا بوك أوف بوبا فيت" وسفر غروغو إلى ماندلور لمساعدة دين جارين في التكفير عن تجاوزاته. يتناول الموسم أيضًا غياب كارا دون الذي نتج عن فصل الممثلة جينا كارانو، إذ قال المخرج فامويا بأنهم بذلو وقتًا في إعادة كتابة قصتها كونها تمثل جزءًا كبيرًا من عالم المسلسل، كما قال فامويا بأن الموسم سيحتوي على حبكات جديدة، وتحديدًا في الحلقتين الأخيرة.

### الموسيقى
أعلن في فبراير 2023م بأن جوزيف شيرلي سيقوم بتأليف موسيقى الموسم بدلًا عن لودفيغ غورانسون. سبق لشيرلي تأليف موسيقى إضافية للمسلسل في أول موسمين له وتأليف الأغنية الرئيسية لمسلسل ذا بوك اوف بوبا مستعينًا بتأليفات غورانسون السابقة في السلسلة. في 29  مارس 2023م تم إصدار الموسيقى التصويرية للمسلسل على تسجيلات والت ديزني، تحتوي الموسيقى التصويرية على 19 مقطع موسيقي من أول 4 حلقات من الموسم.
قائمة موسيقى الألبوم:
- المياة الحية
- المرتد
- المحكمة العليا
- لدينا قراصنة
- قصر
- عودة للصيانة
- ماندو في ورطة
- الكهوف القديمة
- أقسم بأسمي
- هجوم على درع اليد
- عالم في منظمة العفو
- معرض شارع كروسكانت
- يستحق المخاطرة
- L52
- أنت واحد منا
- انتهى وقت اللعب
- لايوجد آخرون
- مهمة للقيط
- خاتم مزدوج

## العرض
عرضت أول حلقات الموسم في 1 مارس 2023 على منصة ديزني +، وسيحتوي المسلسل على 8 حلقات.